# آنا تسينج
آنا لوينهاوبت تسينغ (مواليد 1952) عالمة أنثروبولوجيا أمريكية من أصول صينية. هي أستاذة في قسم الأنثروبولوجيا في جامعة كاليفورنيا، سانتا كروز.
في عام 2018، حصلت على ميدالية هكسلي التذكارية من المعهد الملكي للأنثروبولوجيا.

## السيرة المهنية
حصلت تسينغ على درجة البكالوريوس من جامعة ييل وأكملت درجة الماجستير (1976) والدكتوراه (1984) من جامعة ستانفورد.
عملت كأستاذ مساعد زائر في جامعة كولورادو بولدر (1984-1986) وأستاذًا مساعدًا في جامعة ماساتشوستس، أمهيرست (1986-1989). ثم انضمت إلى جامعة كاليفورنيا في سانتا كروز.
نشرت تسينغ أكثر من 40 مقالاً في مجلات بارزة مثل الأنثروبولوجيا الثقافية ونشرة دراسات جنوب شرق آسيا وفازت بجائزة هنري ج. بيندا عن كتابها In the Realm of the Diamond Queen (1994) وحصلت على جائزة كبار الكتاب عن كتابها الثاني Friction: An Ethnography of Global Connection (2005) من قبل الجمعية الإثنولوجية الأمريكية.
في عام 2010، حصلت على زمالة غوغنهايم.  لمشروعها حول تداول الأنواع: استمرار التنوع، إثنوغرافيا لفطر ماتسوتاكي.
في عام 2013، مُنحت تسينغ درجة أستاذ نيلز بور في جامعة آرهوس في الدنمارك لمساهمتها في العمل متعدد التخصصات في مجالات العلوم الإنسانية والعلوم الطبيعية والعلوم الاجتماعية والفنون. تعمل حاليًا على تطوير برنامج متعدد التخصصات لاستكشاف الأنثروبوسين.  تسينغ هي مدير أورا: أبحاث جامعة آرهوس حول الأنثروبوسين في جامعة آرهوس. تم تمويل المشروع من قبل المؤسسة الدنماركية الوطنية للبحوث لمدة خمس سنوات حتى عام 2018.
من بين المعاهد العديدة التي تنتمي إليها، فهي أيضًا عضو في الجمعية الأنثروبولوجية الأمريكية، والجمعية الإثنولوجية الأمريكية، وجمعية الدراسات الآسيوية.

## أعمالها
- In the Realm of the Diamond Queen: Marginality in an Out-of-the-way Place (1993)
- Friction: An Ethnography of Global Connection (2004)
- The Mushroom at the End of the World: On the Possibility of Life in Capitalist Ruins (2015)